# Agios Petros (Lefkada)
Agios Petros (greacă Άγιος Πέτρος) este un oraș în Grecia în prefectura Lefkada.  
Are 422 de locuitori conform recensământului din 2011. Este situat în partea de sud a insulei, pe Muntele Elati și la o altitudine de aproximativ 350 de metri. Se află la șase (6) kilometri de Golful Vassiliki și satul omonim. Aparține de municipalitatea Apollonia.
Are multe plaje cu ape albastre limpezi. Casele satului sunt vechi, dar bine întreținute, cu grădini amenajate, care compun un cadru impresionant care fascinează vizitatorul. Principalele ocupații ale locuitorilor sunt turismul, pescuitul, creșterea animalelor și măslinii.
Există, de asemenea, un ziar local, intitulat "Αγιοπετρίτικα”, care este publicat de primarul satului.

## Fotografii

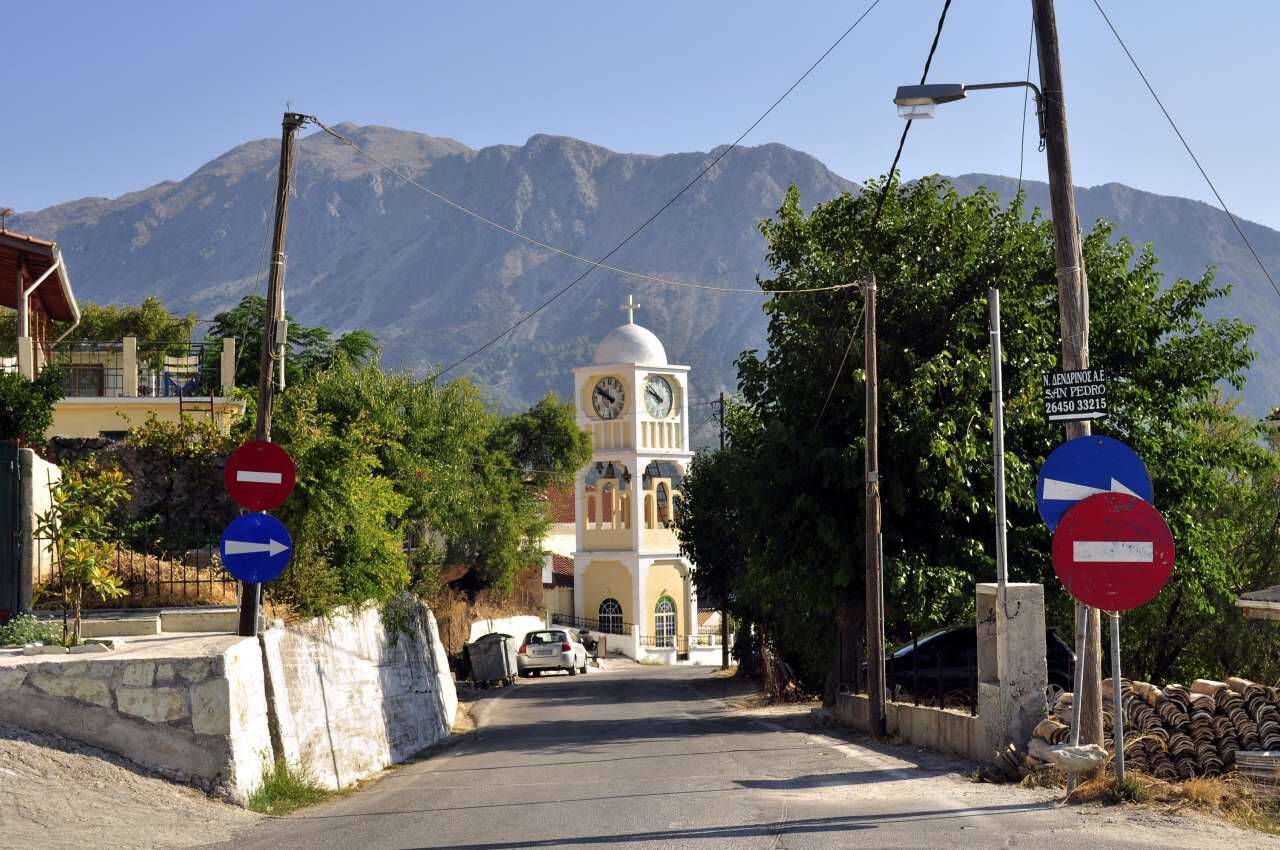
Central drumului axa
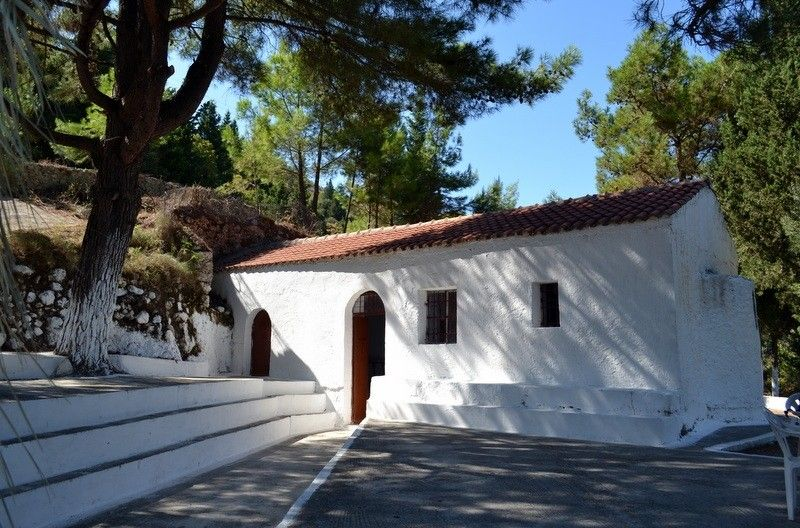
Capela Agia Eleousa
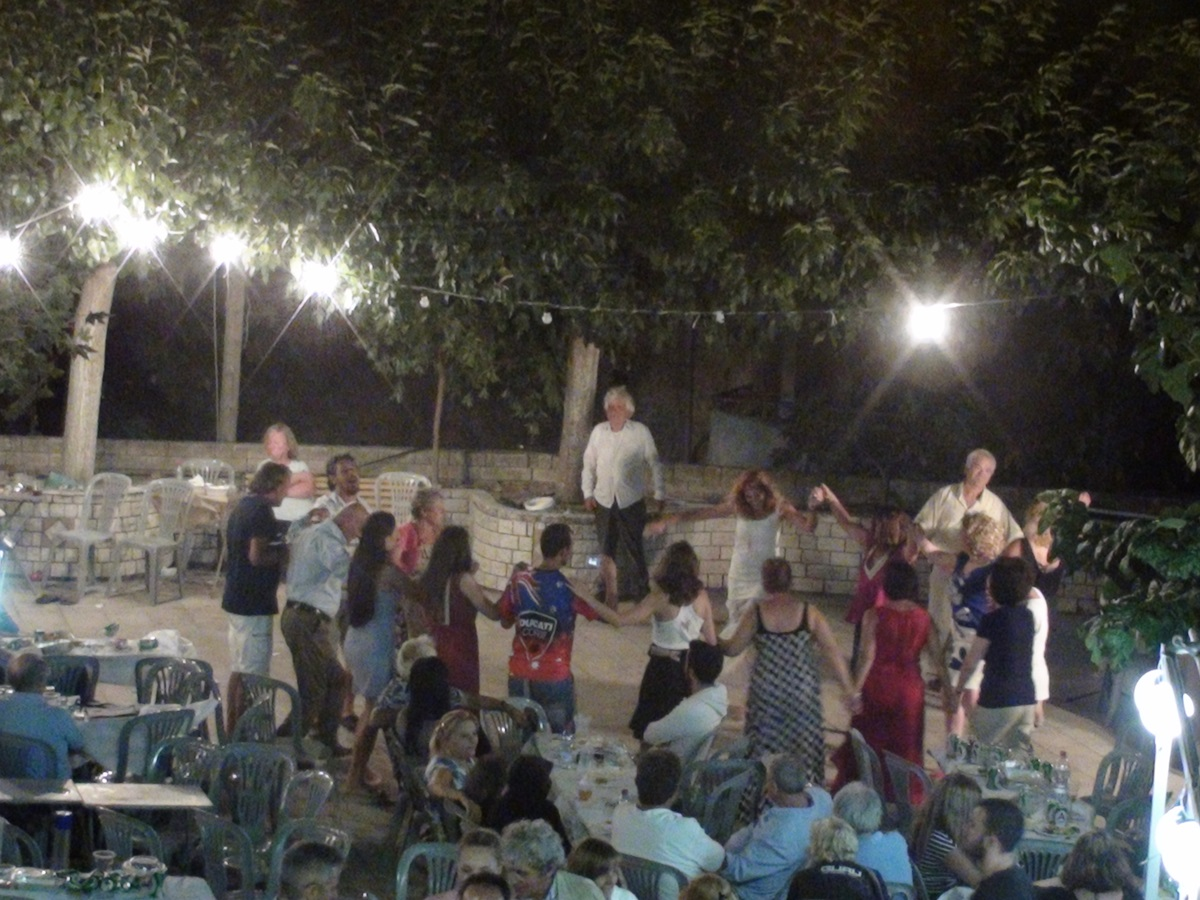
Piața principală a satului